# アングル (写真)
写真におけるアングル（英: angle）は被写体に対するカメラの仰俯角である。カメラアングルとも。
誤用であるが一般的には写真の構図全般のことをアングルと言う場合がある。

## 概要
写真術（スチル写真、映画、テレビ、ビデオ）において、アングルは被写体に対するカメラの仰俯角を指す。アングルは角度に基づいて分類できる（⇒ #分類）。狙ったアングルを実現するためにブームやクレーン、ヘリコプターなどの設備が用いられる。
アングルと関連したカメラ属性にポジションがある（⇒ #ポジション (カメラ)）。アングルとポジションの組み合わせには頻出のものが存在する。例えばローアングルとローポジションを組み合わせて「地表から顔を見上げる」構図が実現できる。

## 分類
アングルは仰俯角に基づいて以下のように分類できる：
- ローアングル: 仰角（見上げ）
- ハイアングル: 俯角（見下げ）

## ハイアングル
ハイアングル（英: high angle）はカメラが俯角をつけて被写体を撮影しているアングルである。

## ポジション (カメラ)
カメラのポジション（英: position）は被写体に対するカメラの撮影位置である。カメラポジションとも。
カメラの仰俯角とは独立した概念であり、混同してはならない。

### レベル (カメラ)
カメラのレベル（英: level）は基準面（地面）に対するカメラの高さである。
レベルは撮影する高さであり、カメラポジションの1属性である。以下のような分類が存在する：
- ハイレベル（ハイポジション）: 基準面に立った人の目より上に相当する高さ（アイレベルより上）
- アイレベル: 基準面に立った人の目に相当する高さ[8]
- ローレベル（ローポジション）: 基準面に立った人の目より下に相当する高さ（アイレベルより下）

レベルは写真や動画のフレーミングへ大きく影響する。映画監督の小津安二郎はローポジションを多用したことで知られる（詳細は小津安二郎#ロー・ポジション）。そのため特定の高さで撮影されたショットは〇〇レベルショット（例: アイレベルショット、グランドレベルショット）と呼ばれることがある。